# Кате Крузе
Катаріна Йоганна Гертруда Сімон (нім. Katharina Johanna Gertrud Simon), відома як Кате Крузе (17 вересня 1883, Дамбрау подалік від Вроцлава — 19 липня 1968, Мурнау-ам-Штаффельзе) — німецька акторка, художниця та лялькарка-підприємиця, член Німецького союзу художників, що отримала широку популярність як творчиня дитячих ляльок ручної роботи.

## Життєпис
Позашлюбна донька бухгалтера міського банку та кравчині, яка народилася 17 вересня 1883 року, росла в дуже скромних умовах, її виховувала мати-одиначка. З дитинства проявляла інтерес до різних видів мистецтва. Після закінчення школи вона брала уроки театральної майстерності в Бреслау, а в 1900 році 17-річною підписала оплачуваний контракт з Берлінським театром імені Лессінга, на сцені якого з'являлася в головних ролях, брала участь в його гастролях як по Німеччині, так і за її межами — у Варшаві, Москві.
У 1902 році познайомилася зі скульптором, театральним художником, учасником Берлінського сецессіонау Максом Крузе, майже на 30 років старшим за неї. У грудні того ж року народила першу доньку Марію (домашнє ім'я Мімерле), але оформляти шлюб пара не поспішали.
За порадою завантаженого в Берліні замовленнями чоловіка на період другої вагітності переїхала спочатку до італійської Тоскани, а потім до швейцарської Аскону, де в кантоні Тічино селилися любителі життя на природі. Тут у 1904 році народила другу доньку Софію (Фіфі).

Саме малі діти дали імпульс новому проєкту Кате Крузе. Трирічна Марія, бачачи, як мати постійно возиться з молодшою сестричкою, захотіла отримати під Різдво власну лялькову «дочку». Крузе попросила чоловіка привезти їй такий подарунок з Берліна. Але той відповів: «У магазинах всі ляльки огидні, зший сама». При цьому він зазначив, якою хотів би бачити саморобну ляльку. За його словами, лялька повинна бути «теплою, м'якою і трохи важкою, як справжня дитинка». Ці поради стали головними стимулами нового професійного захоплення Кате Крузе. У 1905 році вона створила свою першу ляльку «дитина для дитини» (нім. Kind für ein Kind). 

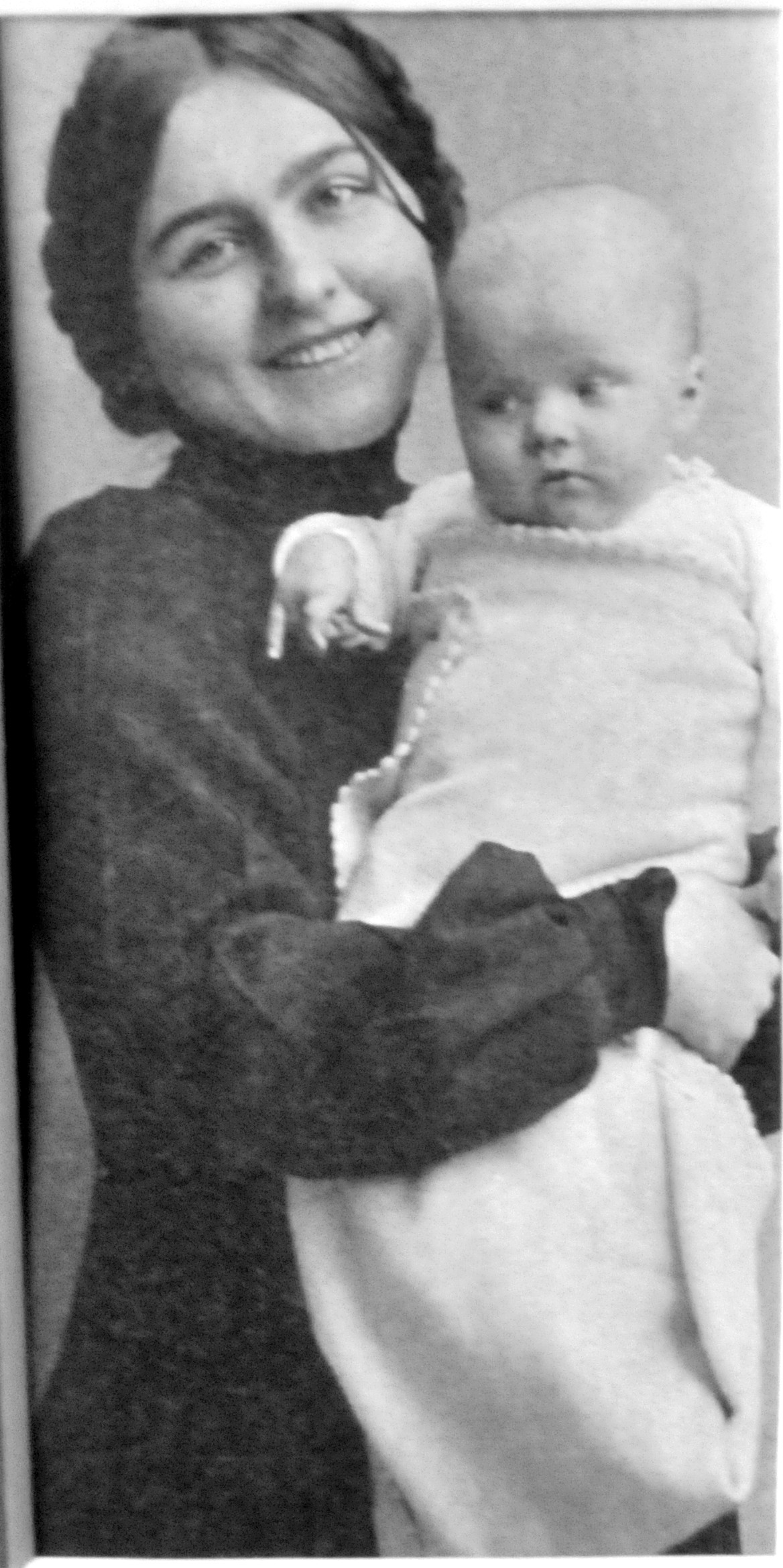
Кате Крузк з донькою Марією
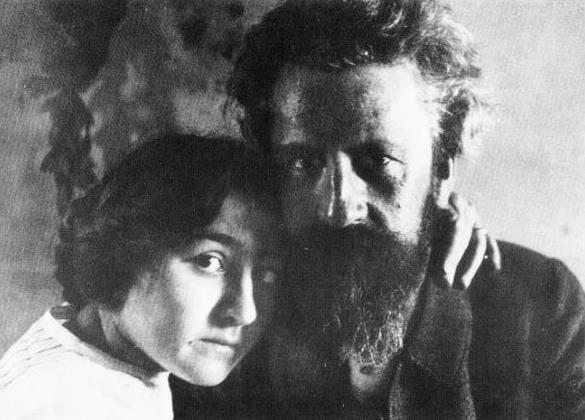
Кате Крузе з Максом Крузе у 1908 році
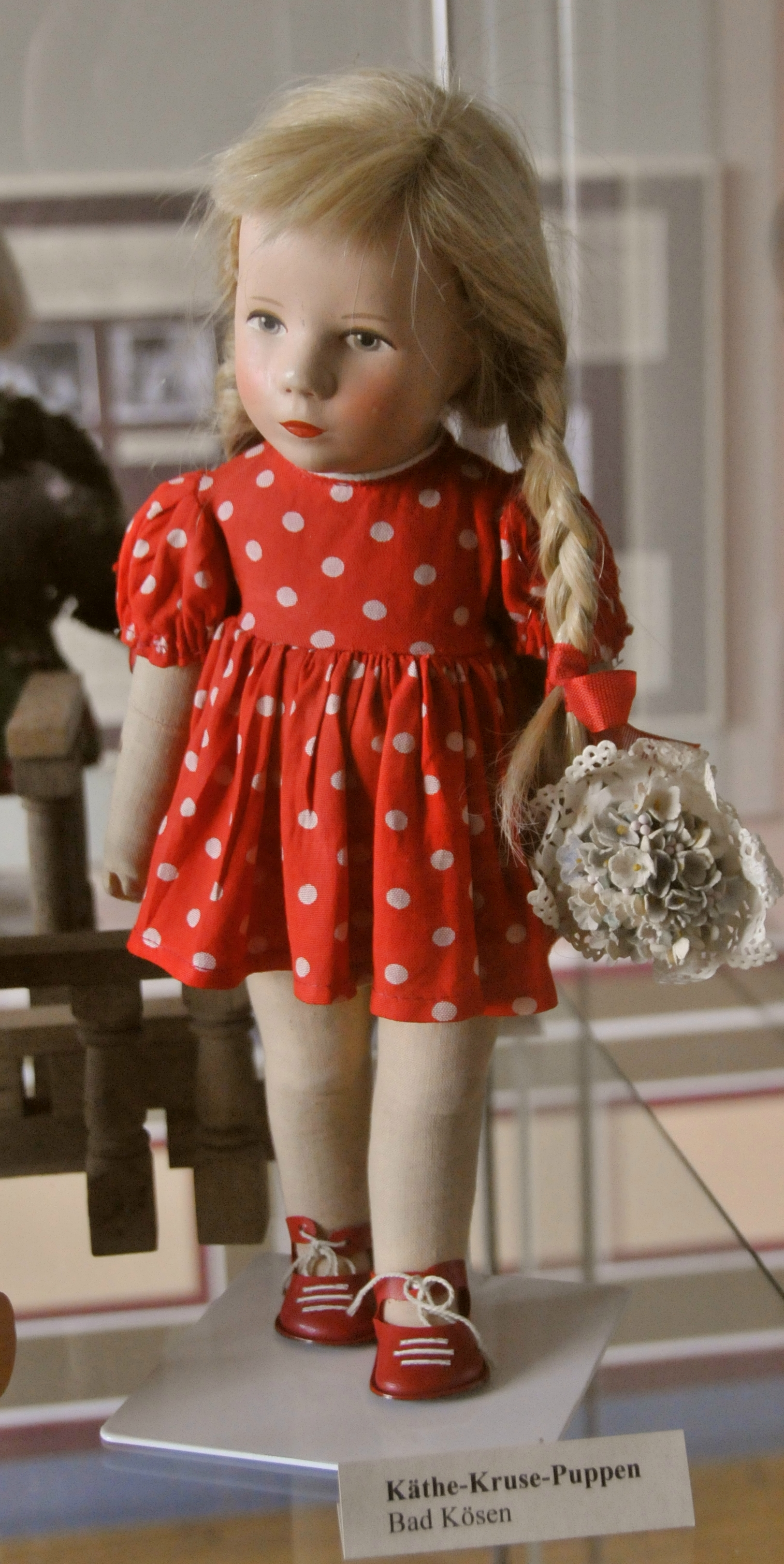
Лялька в музеї

 У Мюнхені після народження третьої дочки 26-річна Кате і 55-річний Макс офіційно одружилися в 1909 році.
Крузе починала працювати над виразністю своїх ляльок під враженням від міміки дитячих бюстів, які бачила в майстерні чоловіка, в музейних експонатах голландського скульптора Франсуа Дюкенуа.
Різдвяний ярмарок 1910 року в берлінському торговому центрі Ка-Де-Ве поклав початок міжнародному визнанню таланту Кате Крузе. Їй запропонували виставити свої роботи в розділі «Саморобні іграшки», і ляльки привернули широку увагу, викликали жвавий відгук, преса назвала творчі знахідки Крузе яйцем Колумба. Підвищився попит на її іграшки, почали надходити замовлення з США — спочатку на 150, а потім на 500 ляльок. Подружжю довелося виділити в їх берлінській квартирі (на Фазаненштрассе) приміщення під домашню мануфактуру для створення рукодільних ляльок.
У 1912 році родина переїхала з Берліна до Бад-Кезен. Тут Крузе проявила свої підприємницькі здібності, під її керівництвом були побудовані перші лялькові майстерні, розроблені більше 15 різних типів ляльок. У 1925 році Кате Крузе виграла судовий процес проти великої корпорації Bing (Unternehmen), яка відкрито продавала дешеву імітацію під маркою «Кате-Крузі»-ляльок. Уперше для творців іграшок був наданий захист авторських прав.

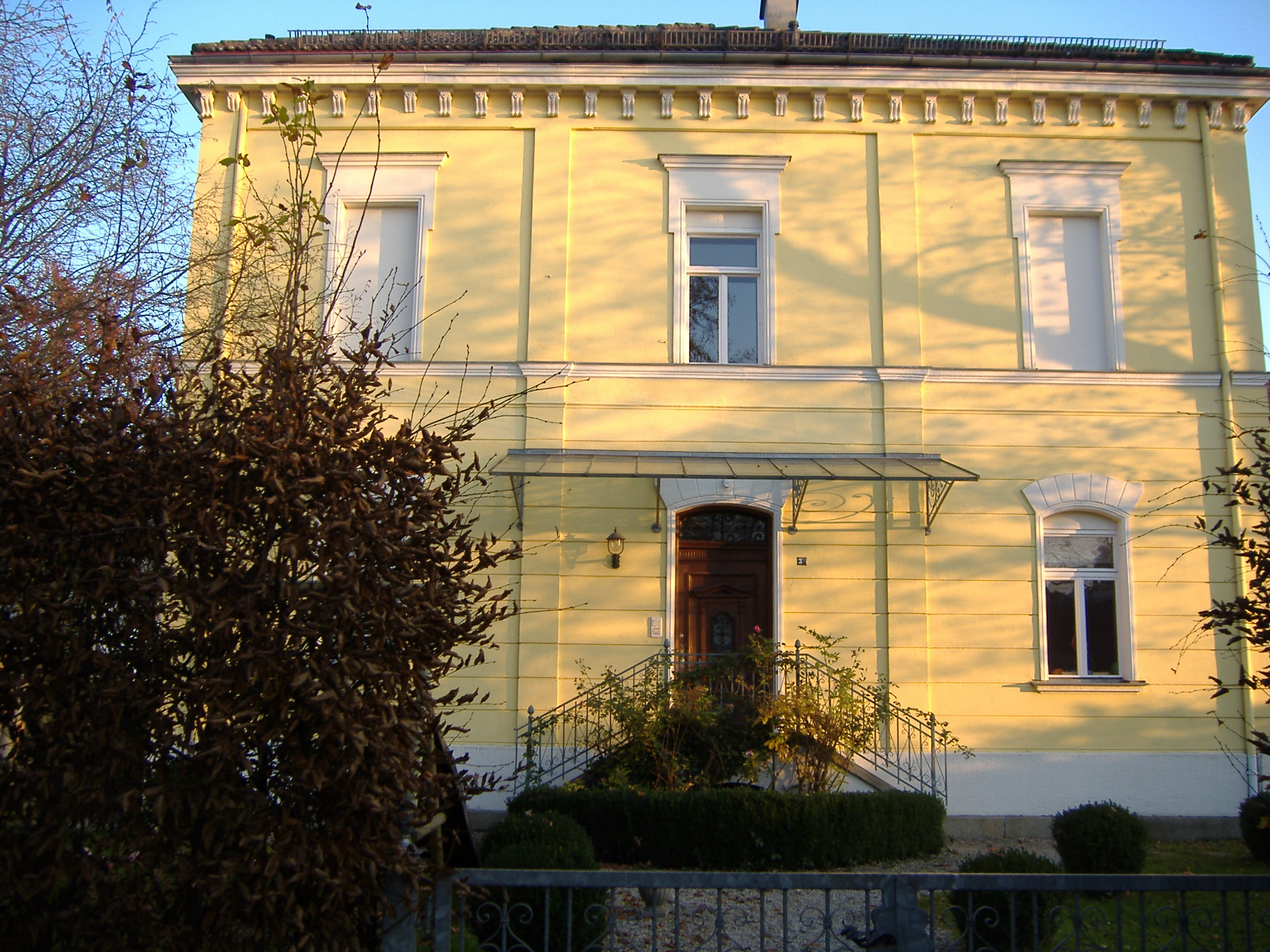
Вілла Кате Крузе в Донауверті

Після війни в 1950 році, побоюючись експропріації, Крузе перевела виробництво із східного сектора Німеччини на захід добаварського міста Донауверта, де спадкоємці Катіепродовжують її справу досі.
У шлюбі з Крузе прожила більше 30 років, виховавши сімох дітей. Під час війни на фронті загинули двоє їхніх синів. Макс Крузе помер у 1942 році в Берліні на 88-му році життя. У 1956 році Кате Крузе отримала високу нагороду — Орден «За заслуги перед Федеративною Республікою Німеччина». До старості вона продовжувала улюблену справу. 
Померла 19 липня 1968 року в Мурнау-ам-Штаффельзее на 85-му році життя, похована в Шефтларні.

## Участь в міжнародних виставках
Презентація ляльок на всесвітніх виставках кожен раз була успішною для Кате Крузе.
- У 1913 році вона завоювала гран-прі в Генті; отримала велику золоту медаль у Флоренції; удостоїлася перших призів у Франкфурті і Бреслау[11][8].
- У 1937 році гран-прі Всесвітньої виставки в Парижі заслужили ляльки-манекени Кате Крузе для вітрин магазинів[11].

Сама Крузе вважала власні творчі досягнення випадковістю, пояснюючи їх сприятливим збігом обставин — новими віяннями в педагогіці, зрослою увагою до індивідуальності дитини. Втілення цих ідей в ляльках стало запорукою їх успіху у дітей і батьків.

## Сучасне виробництво і маркетинг

Логотип мануфактури Кате Крузе

Кате Крузе надавала ручному створення ляльок особливий сенс, так його формулюючи:

Рука слідує серцю, тому тільки те, що створено руками, знову прийде до серця.
Оригінальний текст (нім.)
Die Hand geht dem Herzen nach, denn nur die Hand kann erzeugen, was durch die Hand wieder zum Herzen geht.

Як і 100 років тому, сучасна Кате-Крузе-мануфактура в Донауверті продовжує працювати, акцентуючи індивідуальність створюваних ляльок.

У 1990 році в Латвії, в місті Єлгава було відкрито спільне латисько-німецьке підприємство, яке в 2013 році змінило власника і є одним з найбільших роботодавців свого регіону. 

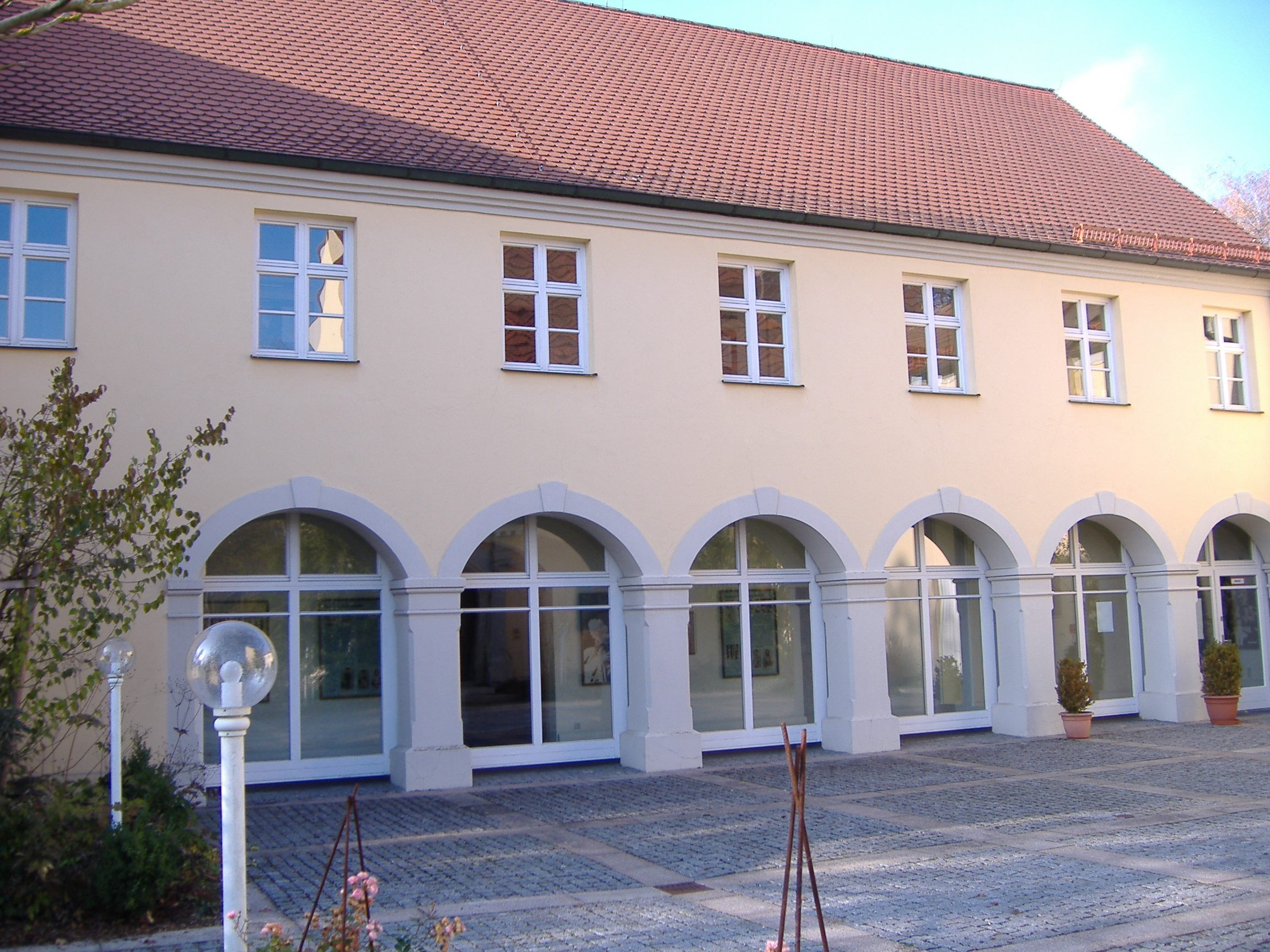
Музей ляльок Кете Крузе в Донауверті
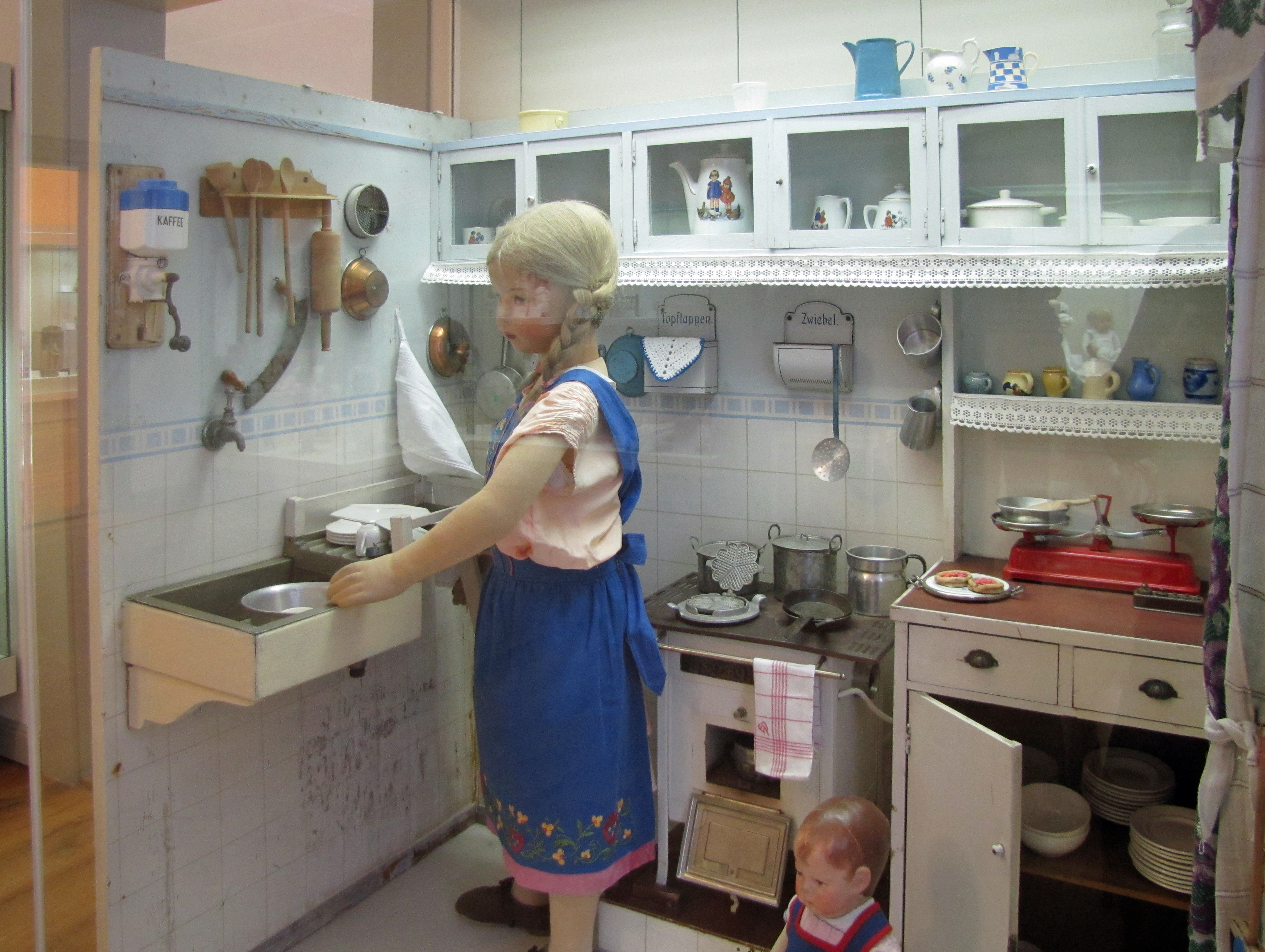
Ляльки Кате Крузе в музеї Ханау

## Телевізійні портрети
- Leonore Brandt, Dirk Otto; Käthe Kruse — Die Puppenmacherin und ihre große Liebe ; in der Reihe «Geschichte Mitteldeutschlands», 45 хвилин, середньонімецького телерадіомовлення, перший вихід в ефір: 24 жовтня 2010 (нім.)
- Gabriele Dinsenbacher: Puppenkinder — Das Leben der Käthe Kruse: 45 хвилин, Баварське телебачення 1998. (нім.)
- "Кеті Крузе" — телевізійний фільм, у головній ролі Фридеріке Бехт, 88 хвилин, Das Erste , 2015 (нім.)